# Osbert de Rozario
Osbert John de Rozario (* 25. Juni 1924 in Singapur; † 28. Februar 2022) war ein singapurischer Hockeyspieler.
Osbert de Rozario gehörte bei den Olympischen Spielen 1956 in Melbourne der singapurischen Hockeynationalmannschaft an, mit der er den achten Platz belegte.
Osbert de Rozario starb am 28. Februar 2022 und war bis zu diesem Zeitpunkt der älteste noch lebende Olympionike Singapurs.